# オープン・モバイル・アライアンス
オープン・モバイル・アライアンス（Open Mobile Alliance, OMA; オーマ）は、2002年6月に設立された携帯電話の規格策定を行う組織である。
当時、携帯電話インターネットの業界規格団体として、WAP Forum(WAPブラウザー、MMS、OTAプロビジョニング)、ワイヤレス・ビレッジ(インスタントメッセージ)、SyncMLイニシアティブ(データ同期)、ロケーション・インタオペラビリティ・フォーラム(位置情報交換の標準)、モバイル・ゲーム・インタオペラビリティ・フォーラムなど、標準化団体が乱立気味で、境界領域では競合したり両立しない仕様が出来かねない状況であったので、それらの団体で話し合った結果、新しい統一団体を造ることになった。よりデバイス側に近い標準化団体として、3GPPがあるが、今日では、3GPPとOMAは協調歩調をとっていて棲み分けて存続している。

## 分科会
- Architecture
- Broadcasting
- Content Delivery
- Data Synchronization
- Developers Interest Group (closed)
- Device Management
- Digital Rights Management
- Games Services
- Interoperability
- Location
- Messaging
- Mobile Commerce & Charging
- Mobile Client Environment (MCE)
- Presence & Availability
- Push to Talk
- Release and Planning Management
- Requirements
- Security